# ريس كول
ريس كول (بالإنجليزية: Reece Cole)‏ هو لاعب كرة قدم بريطاني في مركز الوسط، ولد في 17 فبراير 1998 في هيلينغدون ‏ في المملكة المتحدة. لعب مع نيوبورت كونتي.

## وصلات خارجية
- ريس كول على موقع قاعدة بيانات كرة القدم.إي يو (الإنجليزية)
- ريس كول على موقع Soccerbase.com (لاعب) (الإنجليزية)
- ريس كول على موقع Soccerway.com (الإنجليزية)